# 大花蛇根草
大花蛇根草（学名：Ophiorrhiza macrantha）是茜草科蛇根草属的植物，是中国的特有植物。分布于中国大陆的云南等地，生长于海拔1,300米的地区，一般生长在密林下沟溪边，目前尚未由人工引种栽培。